# Nintendo Color TV Game
Color TV Game (яп. カラー テレビゲーム кара: тэрэби гэ:му) — серия из пяти стационарных игровых приставок компании Nintendo, которая впоследствии стала лидером мирового рынка в индустрии видеоигр. Выпускавшиеся только в Японии с 1 июня 1977 года по конец 1980 года, они относятся к первому поколению игровых систем. Обозначение Color означает способность выводить цветную графику на подключённый телевизор, что отличало её от многих других игровых систем того времени.
Первые две приставки этой серии, Color TV-Game 6 и Color TV-Game 15, были адаптацией популярной в то время игры Pong. Они были созданы в сотрудничестве с Mitsubishi Electric и запущены в производство 1 июня 1977 года. Помимо прочего, эти два устройства выделялись на фоне конкурентов своей низкой ценой, а их большие продажи позволили Nintendo стать лидером японского рынка домашних приставок. За ней в 1978 году последовала гоночная игровая приставка Color TV Game Racing 112, а в 1979 году — адаптация игры Breakout под названием Color TV Game Block Kuzushi. Последняя игровая приставка серии, Computer TV Game, содержала игру в реверси.
Существуют различные данные о количестве продаж серии: Дэвид Шефф утверждает, что было продано около трёх миллионов экземпляров, а согласно более поздним исследованиям Флорана Горжа, было продано всего около 1,6 миллионов экземпляров. Успех Color TV-Game и вышедшей позднее серии Game & Watch побудил Nintendo продолжить освоение рынка игровых приставок, что привело к созданию Family Computer и Nintendo Entertainment System.

## Зарождение
К концу 1970-х годов Nintendo начала отходить от игрушек и игральных карт, и стала переходить на быстро растущий рынок видеоигр. Это решение было вызвано выпуском пользовавшейся огромным успехом аркадной игры Space Invaders компании Taito и нефтяным кризисом 1973 года, из-за которого производство игрушек стало дорогостоящим. Первой разработкой Nintendo в индустрии стала игра Computer Othello в 1975 году. За ней последовали такие игры, как Sheriff, Space Fever и EVR-Race. Большинство из них не имели успеха на американском рынке, но Nintendo стала рассматривать видеоигры как следующий рынок, на который следует выйти. На рынке домашних игровых приставок также наблюдался рост популярности, особенно в Северной Америке после выпуска компанией Atari системы Pong в 1975 году. Это привело к тому, что рынок наводнился похожими играми в «видеотеннис», поскольку компании стремились заработать на его успехе. Nintendo не стала исключением и решила создать собственную специализированную систему на основе игры Pong, чтобы привнести её популярность в Японию.
Перед этим компания Mitsubishi Electronics сотрудничала с компанией Systeck по разработке своей приставки, но через несколько месяцев после выхода на рынок Systeck обанкротилась, и проект закрылся. В итоге Mitsubishi обратилась к Nintendo с предложением о возобновлении проекта и создании собственной игровой системы. Президент Nintendo Хироси Ямаути ответил согласием на это и назначил ответственным за проект Масаюки Уэмуру, бывшего инженера компании Sharp. Руководителем со стороны Mitsubishi стал Хиромицу Яги. Ранее Mitsubishi помогала Nintendo в производстве игры EVR-Race, что обеспечило хорошие отношения между двумя компаниями. Nintendo взяла на себя разработку и распространение игровой приставки, а Mitsubishi отвечала за производство интегральной схемы, лежащей в основе разрабатываемой системы.
Для первых двух игровых приставок, Color TV-Game 6 и Color TV-Game 15, Nintendo приобрела лицензию у Magnavox, которая позволила им производить собственные игровые приставки в стиле Pong. До этого компания Magnavox создала оригинальный концепт игры в теннис для своей игровой приставки Magnavox Odyssey, что вдохновило Atari на создание аналогичной игры для игровых автоматов. Это возмутило компанию Magnavox, которая подала в суд на Atari и других производителей игровых приставок в стиле Pong.
Ямаути при разработке решил, что приставки должны производиться быстро и с использованием более дешёвых деталей, чтобы снизить производственные затраты. Он хотел, чтобы системы были дешёвыми для потребителей, чтобы получить преимущество перед конкурентами. Ставя задачу Уэмуре, Ямаути сказал: «Все остальные продают свои приставки дороже 20 000 иен? Значит мы должны сделать свою не дороже 10 000. И наша приставка должна уметь работать с цветом!». Однако для того, чтобы окупить затраты на производство, приставка должна была стоить не менее 12 000 иен. Поэтому было принято решение производить две разные версии, отличающиеся количеством игр и ценой.

## Приставки
- Первая версия игровой приставки, Color TV-Game 6
- Вторая версия, Color TV-Game 15
- Color TV Game Racing 112
- Color TV Game Block Kuzushi
- Внутреннее содержимое Color TV Game Block Kuzushi
- Computer TV Game

Серия началась 1 июня 1977 года с выпуском приставки Color TV-Game 6. Первая версия белого цвета CTG-6S продавалась по цене в 9 800 иен, что было значительно ниже, чем у конкурирующих систем. Nintendo использовала это как маркетинговый инструмент. Приставка содержит три цветных варианта игры Pong — Volley, Tennis и Hockey в режимах для одного или двух игроков. Вскоре после выпуска Nintendo выпустила улучшенную и более экономичную версию CTG-6V с корпусом оранжевого цвета и возможностью использовать адаптер переменного тока. Второй вариант был выпущен в рамках рекламной акции пищевой компании House Foods для продвижения лапши быстрого приготовления House Shanmen. Она идентична оригинальной TV-Game 6, но имеет логотип House Shanmen на корпусе. Эта версия была выпущена в очень ограниченном количестве, что делает её чрезвычайно редкой. Компания Sharp Electronics для комплектации своих телевизоров выпускала версии TV-Game 6 тёмно-оранжевого цвета.
Спустя неделю, 8 июня, Nintendo выпустила Color TV-Game 15. Она продавалась по цене в 15 000 иен, что было примерно на 50 % дороже, чем TV-Game 6. В некотором смысле TV-Game 15 была переизданием TV-Game 6; последняя тоже имела пятнадцать игр, но из них можно было играть только в шесть. TV-Game 15 оснащена съёмными контроллерами, которые хранятся в небольшом отсеке системы. Также Nintendo выпустила вторую модель TV-Game 15 с красновато-оранжевым корпусом, которая производилась дольше и поэтому встречается чаще, чем оранжевая версия. Компания Sharp выпускала лицензионную версию белого цвета, которая была переименована в Color TV-Game XG-115. К рождеству 1978 года цена TV-Game 15 была снижена до 7 500 иен.
Технически приставки TV-Game 6 и 15 идентичны, несмотря на разное количество игр. Компания Mitsubishi разработала для обеих приставок интегральную схему M58815P. В более поздних версиях обеих приставок использовалась схема M58816P. Из-за своей простоты приставки требовали мало времени на производство. Mitsubishi внесла незначительные изменения и исправления в системы перед их выпуском. Приставки Color TV-Game производились совместно компаниями Nintendo Research & Development 2 (R&D2) и Mitsubishi Electronics.
Третья приставка, Color TV Game Racing 112, была выпущена 8 июня 1978 года. Она значительно больше, чем предыдущие два устройства, и поставлялась в большой упаковочной коробке. Racing 112 планировалось продавать по цене в 18 000 иен, но к сентябрю для обеспечения конкурентоспособности цена была снижена до 12 500 иен. Позже цена была снижена до 5 000 иен. Чтобы устройство не требовало более крупной коробки, руль сделан отсоединяемым от корпуса приставки. Встроенная игра представляет собой гонку с видом сверху, похожую на аркадную игру Speed Race, выпущенную компанией Taito в 1974 году. На приставке было доступно около десяти игр, с такими вариациями как меньшая ширина экрана и противники, которые двигаются быстрее. Всего возможных игровых комбинаций — 112. В игре также был многопользовательский режим для двух человек, в котором вместо руля и коробки передач использовались два маленьких контроллера на задней части приставки.
23 апреля 1979 года была выпущена игровая приставка Color TV Game Block Kuzushi по цене в 13 500 иен. Система была произведена на собственном заводе Nintendo, без участия Mitsubishi Electronics, что позволило компании разместить своё название на видном месте. Block Kuzushi включает в себя шесть вариантов аркадной игры Breakout, выпущенной в Америке компанией Atari. В 1978 году Nintendo сама выпустила клон Breakout под названием Block Fever для японских игровых автоматов. Конкурирующая компания Epoch выпустила в Японии приставку TV Block, которая имела успех и дала дорогу постоянной конкуренции со стороны других компаний, включая Nintendo. Корпус системы был разработан Сигэру Миямото, создателем Марио. Это один из его первых проектов в области видеоигр после прихода в Nintendo в 1977 году. Встроенные игры приставок Racing 112 и Block Kuzushi были разработаны Такэхиро Идзуси. Для продвижения Block Kuzushi компания Nintendo проводила конкурсы в универмагах, победители которых получали поздравление и медаль.
Первоначально Block Kuzushi продавалась плохо из-за вышедшей ранее игры Space Invaders и связанного с ней «безумия, охватившего Японию». Однако Хироси Ямаути отказался признавать поражение, и решил перезапустить Block Kuzushi в продажу осенью 1979 года по цене в 8 300 иен. Окружение Ямаути считало данную идею бесперспективной, но в итоге приставка начала распродаваться так быстро, что к Рождеству склады компании опустели. По отчёту Toy Journal 1979 года, по всей стране было продано около 400 000 экземпляров приставки.
Последней приставкой в серии стала Computer TV Game, которая в 1980 году поступила в продажу по цене в 48 000 иен. Поскольку популярность игровых приставок со встроенными играми падала, Computer TV Game была выпущена в ограниченном количестве, что сделало её чрезвычайно редкой. Миямото снова разработал дизайн белого корпуса системы и её упаковки. Она также была произведена собственными силами без помощи сторонних компаний. Computer TV-Game содержит порт игры Computer Othello и построена с использованием оригинальной платы аркадной системы Computer Othello. Это сделало игру идеальным воспроизведением аркадной платформы, что было редкостью в начале 1980-х годов. Главным отличием от аркадной версии было отсутствие таймера, который ограничивал время игры, что давало возможность хорошо обдумывать ходы. Некоторые эксперты считали, что Computer TV Game была ориентирована на сферу туризма, например, для использования в лечебных санаториях Японии. Вся серия Color TV-Game была снята с производства в 1983 году в пользу Family Computer, системы на основе картриджей, которая могла запускать сотни игр.

## Наследие
Серия Color TV-Game была очень успешной для Nintendo и стала коммерческим хитом. По словам Дэвида Шеффа, модели Color TV-Game 6 и Color TV-Game 15 были проданы в количестве одного миллиона экземпляров каждая. Игры Racing 112 и Block Kuzushi были проданы в количестве полумиллиона штук каждая. Однако, по исследованиям Флорана Горжа, Color TV-Game 6 продалась количеством 360 000 единиц, Color TV-Game 15 — количеством 700 000 единиц, Racing 112 — количеством 160 000 единиц, а Block Kuzushi — 400 000. Их успех помог Nintendo избежать финансового краха, что позволило компании взяться за следующий проект — серию игровых систем Game & Watch. Успех Color TV-Game и Game & Watch побудил Nintendo продолжить освоение рынка игровых приставок, что привело к созданию Family Computer и Nintendo Entertainment System. Хиромицу Яги, ведущий технический специалист Mitsubishi по разработке Color TV-Game, позже отвечал в компании Ricoh за разработку интегральных микросхем Family Computer.
Эрик Воскуил, в своей книге Before Mario, считает, что отчасти успех серии Color TV-Game был обусловлен низкой ценой, гораздо более низкой, чем у конкурентов. Он пишет, что: «Спустя почти тридцать пять лет и несколько поколений постоянно совершенствующихся, продающихся многомиллионными тиражами игровых приставок Nintendo, мы можем рассматривать этот момент как начало чего-то очень-очень большого». В своей книге 2004 года Power-Up: How Japanese Video Games Gave the World an Extra Life Крис Колер утверждает, что свою роль в популярности систем сыграла яркая окраска корпусов, которая делала приставки отчётливо похожими на игрушки. Люк Планкетт из Kotaku признал, что приставка имеет большое значение как первый выход Nintendo на рынок, и что она оказала влияние на последующие системы компании. Планкетт согласился с Воскуилом в том, что серия стала успешной благодаря своей низкой цене, поскольку она закрепила позицию Nintendo «приставки должны продаваться с прибылью», которая сохраняется и сегодня. Бендж Эдвардс из PC Magazine отметил, что Color TV-Game 6 и Color TV-Game 15, в частности, дали Nintendo веру в рынок благодаря своему коммерческому успеху. Он также отметил, что Block Kuzushi ознаменовал дебют Сигэру Миямото, важной фигуры в компании.
Nintendo неоднократно делала отсылки к системам Color TV-Game и встроенным в них играм в других франшизах. Alleyway, стартовая игра для Game Boy, предположительно, основана на Block Kuzushi. Журналист Джереми Пэриш высказал мнение, что Alleyway — это отсылка к игре Block Kuzushi, поскольку она «укоренилась в корпоративных корнях Nintendo». Сборник WarioWare, Inc: Mega Microgames! включает мини-игру, основанную на игре Racing 112, где у игрока есть пять секунд, чтобы увернуться от движущихся машин. В WarioWare: Smooth Moves на совместном этапе персонажей 9-Volt и 18-Volt используется мини-игра Color TV-Game 6. Трофей, основанный на Color TV-Game 15, появляется в игре Super Smash Bros. for Nintendo 3DS and Wii U и её продолжении Super Smash Bros. Ultimate. При вызове он порождает пару лопаток, которые запускают по сцене шар, наносящий урон бойцам, которые его коснутся.